# Gabrielle d'Estrées
Gabriela de Estrées (em francês:  Gabrielle d’Estrées; Castelo de Cœuvres-et-Valsery, 1573 — Paris, 10 de abril de 1599), foi duquesa de Beaufort, Verneuil e de Étampes e marquesa de Montceaux, e a amante mais famosa do rei Henrique IV de França.

## Biografia
Sua tia Claude foi amante do rei. Era abadessa de Montmartre e, em agosto de 1590, quando o rei levantou o sítio de Paris, rumando para Senlis, Claude de la Bourdasière o seguiu, levando consigo a sobrinha, Gabrielle, que foi apresentada a Henrique. Esta inspirou em Henrique tal paixão que ele a fez Marquesa de Montceaux, em 1595, e Duquesa de Beaufort ,em 1597.
Gabrielle era filha de Françoise Babou de la Bourdasière, que dizem ter sido amante do rei Henrique IV depois de o ter sido do rei Henrique III, e de Antoine d’Estrées, Marquês de Coeuvres, governador de Noyon. Os pais a fizeram casar em 1592 com Nicolas d’Amerval de Liancourt, senhor de Liancourt, que uma queda de cavalo tornara impotente; Gabrielle o deixou, três meses depois de casada, para voltar ao Rei, de quem era amante desde 1591. A união foi anulada.
Antônio de Estrées, governador de Paris, foi feito grand maître de l’artillerie de 1597 a 1600, e morava em lote hoje incorporado ao Palais Royal, em Paris. 
Divorciada, Gabrielle morou no Hôtel du Bouchage e depois no Hôtel de Schomberg, diante do Louvre. No mesmo ano, Henrique IV concedeu-lhe o título de Marquesa de Montceaux e dois anos depois ofereceu-lhe o Ducado de Beaumont. A relação do rei com Gabrielle era pública e o casal exibia gestos de afecto, mesmo estando ele ainda casado com Margarida de Valois. Gabrielle teve três filho de Henrique, César, Catarina e Alexandre, legitimados à nascença e educados como príncipes de sangue real. 
Em 1599, Henrique procurou dissolver o seu casamento com Margarida e, apesar da oposição, estava disposto a casar-se com Gabrielle, tornando-a rainha consorte. Como prova do seu compromisso, ofereceu-lhe o seu anel de coroação em março de 1599. 
Apesar da obstrução de Sully, do Parlamento, a oposição da corte, dizia-se que a cerimônia seria depois de Quasimodo.   
Gabrielle estava grávida de sete meses de seu quarto filho quando, em abril, veio de Fontainebleau a Paris pelo rio, para fazer a Páscoa (estava-se numa Quarta-Feira Santa). Foi cear e comeu uma laranja no hôtel particulier de Zamet, sapateiro em Lucca, na Itália, que na França fora uma das pessoas de confiança da rainha Catarina de Médici, valet ou criado particular de seu filho Henrique III e tinha acumulado bela fortuna, obtendo a confiança de Mayenne e depois a de Henrique IV, a quem emprestava dinheiro, e que servia em suas numerosas intrigas amorosas. 
Entrou em trabalho de parto precoce no hôtel de Sourdis, casa de sua tia Isabel Babou de la Bourdaisière, Sourdis de casada, na rua de l´Arbre Sec: deu à luz um feto e morreu às cinco horas da madrugada de eclâmpsia, seguindo-se uma hemorragia depois da qual se tornou toda negra. 
O rei ficou devastado com a perda e organizou-lhe um funeral digno de rainha, que incluiu uma missa de Requiem na Basílica de Saint-Denis. O serviço fúnebre foi realizado na igreja de St. Germain l’Auxerrois. Foi sepultada numa abadia perto de Monceaux, depois de ter o féretro rezado na igreja de Saint-Germain-l’Auxerrois. O monarca e a corte tomaram luto negro durante 10 dias e violeta por três meses.
Um de seus dois irmãos, Jean (1624-1707) foi feito Marechal d’Estrées em 1681 e uma das sete irmãs, feita abadessa de Maubuisson. Outro irmão, Anibal d’Estrées, teve por terceiro filho César (1627-1714), Cardeal d’Estrées, que negociou em 1674 como bispo de Laon, a Paz da Igreja e do papado e o jansenismo e em 1693 obteve a reconciliação do rei e do papa; em 1656 seria membro da Academia francesa, abade de Saint-Germain-des-Prés, em cujo palácio abacial morreu.

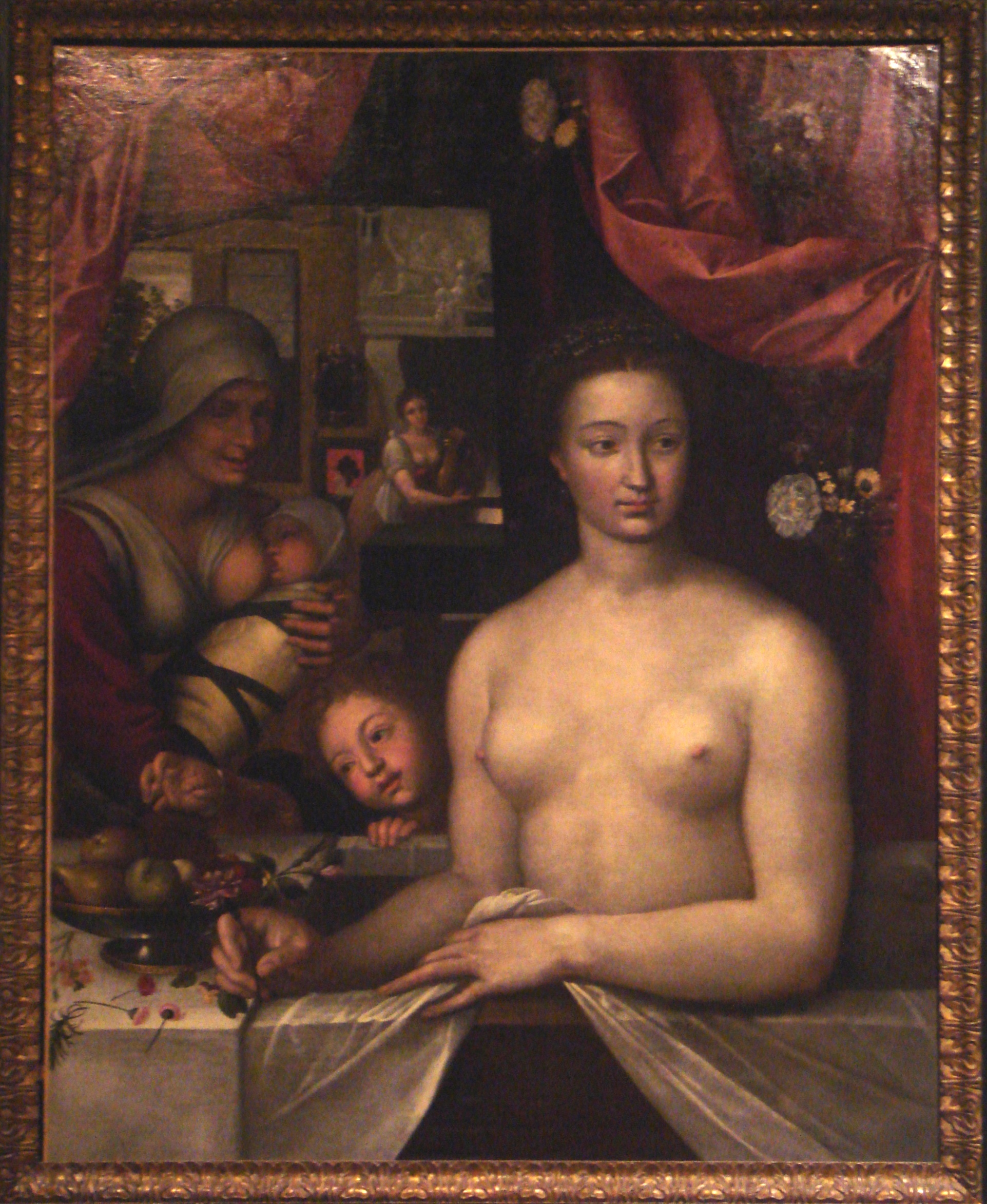
Dame au bain, retratando Gabriela, seu filho César e o pequenino Alexandre, por François Clouet - Museu Condé.

## Descendência
Henrique IV e Gabrielle d'Estrées tiveram:
- César (Cesar) (1594 - 1665), duque de Vendôme, casou com Francisca de Lorena-Mercoeur;
- Catarina Henriqueta (Catherine Henriette) (1596 - 1663), Mademoiselle de Vendôme, casou com Carlos II de Lorena, Duque de Elbeuf;
- Alexandre (Alexandre) (1598 - 1629), chamado Chevalier de Vendôme.